# Armida al campo d'Egitto
Pour les articles homonymes, voir Armide (homonymie).
Armida al campo d'Egitto (Armide au camp d'Égypte), souvent désignée comme Armida (RV 699) est un opéra (drama per musica) d'Antonio Vivaldi sur un livret de Giovanni Palazzi, créé le 15 février 1718.

## Histoire de l'œuvre

### Inspiration
L'opéra est inspiré de l'histoire d'Armide, magicienne musulmane de l'épopée du Tasse, La Jérusalem délivrée (Gerusalemme liberata). Mais alors que la plupart des compositeurs ayant dédié une œuvre à ce personnage (Jean-Baptiste Lully, Gluck, Haydn, Dvořák, etc.) se sont intéressés à ses amours avec Renaud (Rinaldo), Vivaldi et Palazzi ont pris comme thème un épisode plus obscur, tiré du chant XVII

### Création
L'opéra est écrit pour le Teatro San Moisè de Venise, où il est créé le 18 février 1718. Cette année-là, la concurrence entre les théâtres de Venise produisant des opéras est à son comble avec une création foisonnante de 16 opéras en cinq lieux : Teatro San Moisè, Teatro di San Cassiano, Teatro Sant'Angelo, Teatro San Giovanni Grisostomo et Teatro San Fantino.

### Reprise
Vivaldi utilise cet opéra pour tenter de se faire connaître en dehors de Venise. Il est notamment joué au Teatro Arciducale à Mantoue dès le printemps 1718, ce qui permet au compositeur de faire la connaissance du puissant Philippe de Hesse-Darmstadt, gouverneur de la ville, qui l'embauche à ce moment-là.
Il est encore repris en 1719 à Lodi, en 1720 à Vicence puis à Ravenne en 1726, à Venise en 1731 et enfin en 1738 dans une version revue, qui comprend des airs empruntés au Farnace de Leonardo Leo et des airs venant de la Semiramide de Vivaldi lui-même.
Des aria ont été repris par Vivaldi dans ses opéras créés à Rome en 1723 et 1724 comme Ercole sul Termodonte

### Instrumentation
L'orchestration repose presque exclusivement sur l'usage des cordes, à l'exception de rares passages avec basson et cors de chasse. Cela s'explique probablement par la petite taille de la fosse d'orchestre du Teatro San Moisè où fut créé l'opéra.

### Les manuscrits
Le manuscrit principal de la partition est conservé à Turin. Il y manque cependant le second acte, qui a dû être reconstitué.
Trois airs du second acte ont été conservés dans les opéras Giustino de Vivaldi, Giasone de Schuster et sur un catalogue d'airs isolés à Copenhague.

## Personnages
Liste des personnages, avec leur nom francisé (dans la tradition des traductions du Tasse) et les créateurs du rôle en 1718
- Armida (Armide), princesse royale de Damas (Antonia Margherita Merighi, contralto)
- Califfo (le calife), roi d'Egypte (Annibale Imperatori, basse)
- Tisaferno (Tisaferne) (Francesco Braganti, castrat contralto)
- Adrasto (Adraste) (Costanza Maccari, contralto travesti)
- Emireno (Emiren), général (Francesco Natali, castrat soprano)
- Erminia (Herminie), princesse royale d'Antioche (Chiara Orlandi, soprano)
- Osmira (Osmire), nièce du calife (Rosa Venturini, soprano)

La reprise de 1738 mettait en scène Anna Giro, contralto préférée du compositeur, en Armida, Margherita Giacomazzi, soprano en Emireno et le castrat soprano Zaghini en Tisaferno.

## Intrigue
La scène se passe en Égypte, pendant la Première Croisade, alors que Jérusalem est aux mains des Francs (Croisés).

### Acte I
Devant Gaza
- Scène 1. Le calife, roi d'Egypte, inspecte ses troupes et nomme Emireno général. Armida arrive avec ses troupes
- Scène 2. Armida séduit Tisaferno et Adrasto
- Scène 3. Armida ne peut séduire Emireno

Au palais royal
- Scène 4. Osmira aime Adrasto. Erminia continue à aimer Tancredo (Tancrède) bien qu'elle soit désormais captive. Emireno, amoureux d'elle, se croit aimé d'Erminia, qui le détrompe
- Scène 5. Osmira assure à Emireno qu'Erminia ne l'aime pas
- Scène 6. Osmira, amoureuse d'Adrasto, veut lui en faire la confidence quand ce dernier révèle son amour pour Armida
- Scène 7. Adrasto demande à Osmira de l'aider dans son amour. Elle fait semblant d'accepter.
- Scène 8. Osmira confie à Tisaferno, également amoureux d'Armida, qu'elle le soutiendra
- Scène 9. Réaction de Tisaferno

Une loggia du palais
- Scène 10. Le calife s'étonne de la volonté d'Armida de faire la guerre
- Scène 11. Armida assure à Osmira qu'elle repoussera Adrasto
- Scène 12. Emireno repousse Armida, qui l'avait entrepris
- Scène 13. Armida continuera à tenter de séduire Emireno

### Acte II
Une salle de festin
- Scène 1. Pendant un banquet, Armida offre sa main à qui la vengera de Rinaldo (Renaud). Adrasto et Tisaferno se portent tous deux candidats et se querellent encore
- Scène 2. Emireno repousse encore Armida et lui parle de son amour exclusif pour Erminia
- Scène 3. Erminia demande à Armida de l'aider à faire passer une lettre à Valfrino (Valfrin), écuyer de Tancredo. Armida lui conseille de lui fixer un rendez-vous pour le soir même
- Scène 4. Emireno repousse une fois de plus Armida
- Scènes 5 et 6. Erminia a écrit sa lettre et la confie à Armida, qui doit la faire tenir à Valfrino

Le parc royal
- Scène 7. Osmira aime toujours Adrasto
- Scène 8. Armida repousse cruellement Adrasto pour faire plaisir à Osmira
- Scène 9. Tisaferno, qui semble avoir la préférence d'Armida, se moque d'Adrasto
- Scènes 10 et 11. Osmira tente de décourager Adrasto mais ce dernier conserve confiance

Un bosquet au clair de lune
- Scène 12. Armida a envoyé la lettre d'Erminia à Emireno : celui-ci se présente au rendez-vous mais y rencontre Armida. Il la repousse encore et elle menace de se suicider
- Scène 13. Alors que le calife arrive, Armida fait croire à un viol de la part d'Emireno
- Scène 14. Erminia nie avoir donné rendez-vous à Emireno
- Scènes 15 et 16. Le calife croit Armida, pense Emireno coupable et veut le condamner à mort

### Acte III
Une cour du palais
- Scène 1. Armida donne le costume d'un de ses soldats à Erminia afin que celle-ci puisse fuir.
- Scène 2. Armida fait croire à un retournement de son cœur à Adrasto
- Scène 3. Elle ménage toutefois Tisoferno
- Scène 4. Adrasto se moque de Tisoferno : nouvelle querelle entre les deux hommes
- Scène 5. Adrasto repousse une nouvelle fois Osmira
- Scène 6. Osmira ne perd toujours pas espoir

Un cabinet
- Scène 7. Le calife a permis à Armida de choisir le châtiment d'Emireno. Ce dernier repousse une nouvelle fois les avances d'Armida. Elle décide donc de le condamner à mort
- Scène 8. La fuite d'Erminia et un duel entre Tisoferno et Adrasto sont annoncés en même temps par Osmira
- Scènes 9 et 10. Osmira plaint Emireno et s'inquiète d'Adrasto

Au camp militaire
- Scène 11. Le calife interrompt les opérations
- Scène 12. Erminia, retrouvée, est amenée devant le calife. Son costume indique la complicité d'Armida, qui avoue tout. Emireno est libéré.